# West Northamptonshire
West Northamptonshire – dystrykt typu unitary authority obejmujący południowo-zachodnią część hrabstwa ceremonialnego Northamptonshire w Anglii.
Utworzony został 1 kwietnia 2021 roku w wyniku połączenia dystryktów niemetropolitalnych Daventry, Northampton oraz South Northamptonshire i jednoczesnej likwidacji hrabstwa niemetropolitalnego Northamptonshire. Ośrodkiem administracyjnym jest miasto Northampton.
Powierzchnia dystryktu wynosi 1377,3703 km², liczba ludności 375 101 (2011).